# Jean Ducros
Pour les articles homonymes, voir Jean Duclos (syndicaliste français) et Ducros.
Jean Ducros, né le 24 mars 1906 à La Cadière-et-Cambo (Gard) et mort le 2 juillet 1955, est le fondateur et le premier président de la CFE-CGC.

## Biographie
Ingénieur civil des mines, diplômé de l’École supérieure des mines et de la métallurgie de Nancy en 1928, il eut, de 1929 jusqu'au moment de sa mort, de nombreuses et remarquables activités professionnelles d'ingénieur métallurgiste en France et souvent à l'étranger.
En dépit des moments de sa vie où la guerre et la Résistance absorbèrent une partie de son activité, il se voua au syndicalisme et à des travaux prospectifs sur l'avenir de la France et de l'Europe. Membre du Conseil économique depuis la création de cette assemblée de la République en 1947 (aujourd'hui Conseil économique, social et environnemental), il y a été représentant de la Confédération générale des Cadres (CGC, aujourd'hui CFE-CGC) qu'il présidait depuis sa fondation. Puis, de la création du Conseil économique jusqu'à la fin de sa vie en 1955, il y a siégé et y a exercé, pendant plusieurs années, les fonctions de président de la Commission des Affaires économiques et du Plan. Il aussi participé aux activités de plus d'une dizaine d'organismes et de mouvements qui ont marqué la période de l'après-guerre.
Chevalier de la Légion d'honneur à titre militaire, il était décoré de la Croix de Guerre 1939-1945 et était commandeur de l'ordre de l’Économie nationale.
En 1944, il fonde la CFE-CGC. Il en est le président jusqu'à son décès en 1955, André Malterre prenant alors sa succession.